# Leopold Bucher

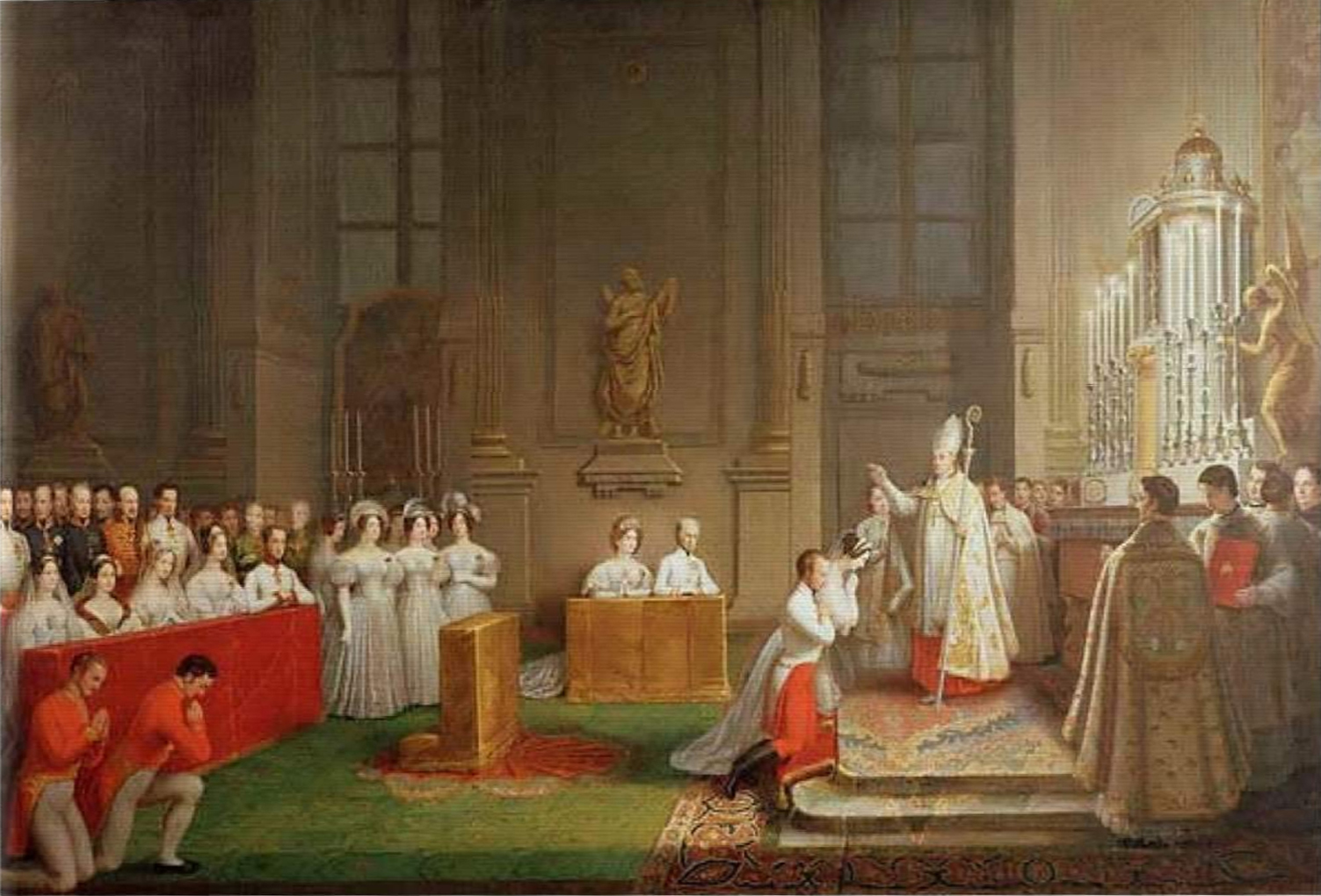
Trauung Erzherzog Ferdinands mit Prinzessin Maria Anna von Savoyen

Leopold Bucher (* 24. Oktober 1797 in Schwechat; † 15. Juli 1877 in Wien) war ein österreichischer Porträt- und Historienmaler.

## Leben
Leopold Bucher wurde in Schwechat als Sohn des Andreas Bucher und der Franziska Knirsch geboren. Er studierte an der Akademie der bildenden Künste Wien und ab 1817 an der Mosaikschule Raffaelis in Mailand. Er nahm mit seinen Werken an den Wiener Akademieausstellungen in den Jahren 1834, 1835, 1838 und 1850 teil.
Bucher verstarb unverheiratet in seiner Wohnung in Wien an Altersschwäche und wurde auf dem Zentralfriedhof beerdigt.

## Werke
Zwei seiner Bilder waren dem Kaiser Ferdinand I. gewidmet: „Krönung Ferdinand V. zum König von Ungarn und Kroatien“ und „Trauung Erzherzog Ferdinands mit Prinzessin Maria Anna von Savoyen“.
Das Werk "Krönung von Kaiserin Karoline Auguste" ist in der Franzensburg ausgestellt.